# Antepipona shantungensis
Antepipona shantungensis är en stekelart som beskrevs av Giordani Soika 1993. Antepipona shantungensis ingår i släktet Antepipona och familjen Eumenidae. Inga underarter finns listade i Catalogue of Life.